# Vladimír Vokál
Vladimír Vokál (* 29. března 1978 Plzeň) je český novinář a publicista, věnující se zejména tématům politiky a sportu. Pracoval pro Český rozhlas, Rádio Impuls či zpravodajský server iDNES.cz. V letech 2005–2006 vedl tiskové oddělení na Ministerstvu práce a sociálních věcí. Je autorem čtyř knih a množství článků a komentářů (iDNES.cz, MF DNES, Právo, Právo lidu, Britské listy,).

## Život
Vystudoval jazykově zaměřené Masarykovo gymnázium v Plzni se specializací na francouzštinu a v letech 1996–2002 absolvoval magisterské studium českého jazyka a společenských věd / občanské výchovy na Pedagogické fakultě Západočeské univerzity v Plzni. V roce 2023 složil rigorózní zkoušku z politologie a úspěšně obhájil rigorózní práci z politické filozofie na téma "Saint-Just, portrét jakobína, charakteristika jeho politické teorie", která následně vyšla i knižně.
V roce 1995 začínal působit jako reportér Českého rozhlasu Plzeň, když během třetího gymnaziálního ročníku prošel konkurzem. Do roku 2005 působil jako televizní a rozhlasový novinář na stanicích Český rozhlas Plzeň a Český rozhlas Radiožurnál, kde moderoval sportovní magazíny a četl sportovní přehledy. Pracoval rovněž pro TV Praha. Po odchodu Vladimíra Hrubého z pořadu Bona Dea převzal spolu s dalšími přípravu a moderování tohoto pořadu. Zpočátku byl také členem realizačního týmu pořadu LeGaTo, který začala vysílat Česká televize v lednu 2004.
Od roku 2005 začal spolupracovat se zpravodajským serverem iDNES.cz jako redaktor, moderátor či editor videozpravodajství. Od září 2016 zde nejprve spolu s Jaroslavem Pleslem, momentálně spolu s Dominikou Hejl Hromkovou, Elen Černou a Monikou Zavřelovou moderuje pořad Rozstřel, s Jaroslavem Pleslem a Dominikou Hejl Hromkovou moderuje také volební studia. V květnu 2017 byl mezi 155 novináři MF DNES a iDNES.cz, kteří podepsali veřejné prohlášení distancující se od bývalého kolegy Marka Přibila a odmítající možnost, že by hnutí ANO, jehož předseda Andrej Babiš byl tehdy faktickým vlastníkem vydavatelství, jakkoli skrytě ovlivňovalo či manipulovalo obsah článků těchto médií. Prohlášení reagovalo na zveřejnění tajných nahrávek anonymní skupinou Julius Šuman.
Od roku 2008 pracuje jako hlasatel zpráv na Rádiu Impuls, patřící od roku 2013 rovněž pod mediální dům MAFRA.
Věnuje se výuce rétoriky, zejména mluvy v médiích, řeči politiků a manažerů. Vyučuje také na Gymnáziu Karla Sladkovského a v letech 2015 - 2017 vyučoval též na soukromé vysoké škole – Fakultě společenských studií Vsetín Vysoké školy Humanitas v Sosnowci. Od roku 2000 do roku 2023 byl členem správní rady nadačního fondu Euromedica.
Od roku 2022 se aktivně věnuje namlouvání audioknih. Stále se aktivně věnuje raketovým sportům, zejména tenisu, baví ho cestování, literatura a historii.

## Politické angažmá
Byl členem Mladých sociálních demokratů, v letech 1999–2001 byl místopředsedou jejich Ústřední rady. V roce 1999 se účastnil pozorovatelské mise v bombardovaném Bělehradě. V letech 1998–2002 působil jako zastupitel a člen sociální komise v obvodním zastupitelstvu pro Plzeň 1.
V letech 2000–2002 byl poradcem místopředsedy Poslanecké sněmovny Parlamentu České republiky. V letech 2001-2002 byl tiskovým asistentem v poslaneckém klubu sociální demokracie. V té době se stal obětí podvodu falešného asistenta ministra Jana Kavana Lukáše Kohouta, který na něj bez jeho vědomí vedle jiných pracovníků Poslanecké sněmovny i politiků rozepisoval neoprávněně letenky. V roce 2005 Vladimír Vokál před soudem prokázal, že letenky na něj neoprávněně vypsané nikdy nevyužil a že se stal obětí podvodníka. Státní zástupce jeho obvinění stáhl a soud jej osvobodil.
V letech 2005–2006, za působení ministra Zdeňka Škromacha, vedl tiskové oddělení na Ministerstvu práce a sociálních věcí. V roce 2006 ukončil své členství v ČSSD.

## Publikace
- Velká francouzská revoluce: Sieyes, nakl. CONY CZ, Brno (dle katalogu Nár. knihovny Plzeň), 2002, 79 stran, ISBN 80-238-8747-5
- Nebezpečné hry začínajícího politika, Praha, 2006[2], zveřejněno na vlastním webu autora[24]
- Podivný svět Richarda Krause, 2007, nakl. GMpro 2015, ISBN 978-80-260-1405-8 [25][24][26]
- Saint-Just: Krvavý démon Francouzské revoluce, nakl. Burian a Tichák, 2023, ISBN 978-80-87274-70-5 [6]